# Reinhard W. Noack
Reinhard W. Noack (* 21. März 1891; † 20. März 1951) war ein deutscher Dialogregisseur und Dialogbuchautor.

## Leben
Noack war er bereits in den 1930er Jahren im Synchrongeschäft tätig. Noacks Wegbegleiter war Richard Busch, der bei vielen Filmen, in denen Noack die Dialogregie führte, das Dialogbuch schrieb. Im späteren Leben arbeitete er bei der Berliner MPEA. Nach deren Auflösung heuerte ihn die RKO als Leiter für die neu gegründete Synchronabteilung an. In dieser Funktion blieb er bis zu seinem Tod tätig und bearbeitete unter anderem Disneys Cinderella. Noack war auch für die DEFA als Dialogregisseur tätig, so zum Beispiel bei dem Film NA GRANIZE von 1949. Des Weiteren spielte er 1920 in dem Film Pension Lautenschlag eine Nebenrolle.

## Synchronarbeiten (Auswahl)
Diese Liste ist nach den Erscheinungsdaten der Filme geordnet, in den Klammern steht, wann die deutsche Fassung des jeweiligen Filmes von Noack angefertigt wurde.

### Arbeiten in der Vor- und Kriegszeit
- 1932: Cynara (Deutsche Fassung: 1934)
- 1932: Ich bin ein entflohener Kettensträfling (DF: 1933)
- 1932: Tiger Hai (DF: 1933)
- 1933: Cavalcade (DF: 1933)
- 1933: Hauptmann Sorrell und sein Sohn (DF: 1935)
- 1935: Unter falschem Verdacht (DF: 1936)
- 1936: Die Botschaft an Garcia (DF: 1936)
- 1937: Rekrut Willie Winkie (DF: 1937)
- 1937: Heidi (DF: 1938)
- 1938: Die goldene Peitsche (DF: 1939)
- 1938: Der Frechdachs von Arizona (DF: 1939)
- 1938: Suez (DF: 1939)
- 1939: Der Kavalier mit der Maske (DF: 1941)
- 1939: Fräulein Winnetou (DF: 1939)
- 1940: Die Sünde der Rogelia Sanchez (DF: 1941)
- 1941: Gekrönte Liebe (DF: 1943)
- 1941: Mädchen in Not (DF: 1942)
- 1941: Todfeinde (DF: 1942)
- 1941: Vorbestraft (DF: 1942)
- 1942: Scheinwerfer im Nebel (DF: 1942)
- 1942: Unsichtbare Ketten (DF: 1943)

### Arbeiten in der Nachkriegszeit
- 1935: Der Untergang von Pompeji (DF: 1949[4])
- 1935: Ich tanz’ mich in dein Herz hinein (DF: 1950[5])
- 1944: Gefährliche Begegnung (DF: 1950[6])
- 1947: Das Doppelleben des Herrn Mitty
- 1947: Frühling (DF: 1947[7])
- 1947: Ritt ins Wunderland (DF: 1948[8])
- 1947: Tarzan wird gejagt (DF: 1950[9])
- 1948: Johanna von Orleans (DF: 1950[10])
- 1948: Nur meiner Frau zuliebe (DF: 1950[11])
- 1949: Das unheimliche Fenster (DF: 1950[12])
- 1949: Panik um King Kong (DF: 1950[13])
- 1950: Cinderella (DF: 1951[14])

Quellen: